# Kerta
Kerta è un comune dell'Ungheria di 723 abitanti (dati 2001). È situato nella contea di Veszprém.